# Всехсвятские ворота
Всехсвя́тские воро́та (ранее также Водяны́е, Берсе́невские и Трёхсвя́тские) — одни из ворот Белого города. Располагались рядом с берегом Москвы-реки, в начале современной улицы Ленивки. В XVII веке перед воротами был построен одноимённый каменный мост. В связи с обветшанием в XVIII веке Всехсвятские ворота были снесены, как и остальные составные части крепости Белого города.

## Этимология
С 1616 по 1631 ворота назывались Водяными, при этом обычно добавлялось, что они располагаются рядом с конюшнями. В 1632 году ворота именуют Берсеневскими. В 1633 году ворота уже называют Всехсвятскими водяными. А в 1634 году — просто Всехсвятскими. Ворота назывались Трёхсвятскими в 1638, 1646 и 1649 годах. В 1655 году ворота снова именуют Всехсвятскими. А в 1658 году данное переименование закреплено царским указом. В дальнейшем ворота именовались именно так, а старые названия более не упоминаются.
Название «Водяные» связано с тем, что ворота выходили к Москве-реке. Название «Берсеневские» дано по исторической местности Берсеневка. Происхождение названия «Трёхсвятские» неизвестно. Название «Всехсвятские» дано по находившейся рядом церкви Всех Святых на Валу (в экспликации к Мичуринскому плану Москвы 1739 года именуется церковью Всех Святых, что у Всехсвятских ворот). Церковь была снесена в 1838 году при строительстве Храма Христа Спасителя. До наших дней память о воротах и церкви дошла в названии Всехсвятского проезда.

## История
Изначально Всехсвятские ворота предназначались для обеспечения доступа к воде царских конюшен находившегося рядом Колымажного двора. Перед воротами располагался наплывной мост, связывавший Белый город с Замоскворечьем.
15 (25) июля 1616 года (по другим данным 15 (25) июня) в связи с вестями о набеге крымских татар и ногайцев указом царя Михаила Фёдоровича на Водяные ворота были назначены: Григорий Образцов, Прокофий Ступишин, дьяк Семён Собакин, гость Григорий Твердиков и подьячие — Костромской четверти Никита Лукин и Поместного приказа Терентий Ефимьев. Под их началом находилось 87 человек, среди которых 10 стрельцов. Однако до Москвы орда не добралась.
Во время осады Москвы в 1618 году войсками польского королевича Владислава обороной участка Белого города от Водовзводной башни Кремля до Чертольских ворот, включавшего Водяные ворота, руководил князь Алексей Долгоруков. Непосредственно на Водяных воротах руководили: Парфений Мансуров, Владимир Аничков и дьяк Иван Шарапов. Под их началом находилось 278 человек, среди которых 50 стрельцов. В их ведении находился также острог, размещавшийся на берегу Москвы-реки возле Алексеевской башни.
В июле 1632 года «для бережения» на Берсеневские ворота были назначены: Иван Кутузов, Иван Ерлыков, Фёдор Полтев и Роман Демьянов.
21 июня (1 июля) 1633 года (по другим данным 24 июля (3 августа)) в связи с вестями о набеге крымских татар была выполнена роспись защитников Москвы. На Всехсвятских воротах (в другом источнике названы Берсеневскими) — князь Иван Барятинский, Иван Чичерин, гостиной сотни Рудольф Булгаков и подьячие Михей Артемьев и Пётр Арбенев. Под их началом находилось 102 человека, среди которых 15 стрельцов. Однако дальше Серпухова и Каширы крымско-татарская орда не зашла и до Москвы не добралась.
Позже в 1633 году по царскому указу «для бережения» в Белом городе были размещены по воротам дворяне, подьячие и караулы стрельцов. На Всехсвятских воротах — Мирон Хлопов, Селуян Павлов и подьячий Иван Тихонов.
Согласно описи 1646 года в стене ворот над аркой (кружалом) имелась трещина до зубцов, а на боковой стороне было проломано окно.
Опись 1667 года отмечает, что у ворот потрескался свод над всходом со стены и из него выпал кирпич.
Напротив ворот в конце XVII века был построен Всехсвятский каменный мост — первый постоянный каменный мост через Москву-реку.
По состоянию на 1775 год ворота ещё стояли. Снесены в конце XVIII века.
В 1922 году Аполлинарий Васнецов наблюдал за проведением работ по прокладке канализационной траншеи, во время которых были обнаружены части кладки стен одного из двух проёмов Всехсвятских ворот. Это было первое документально зафиксированное вскрытие остатков укреплений Белого города.
Были обнаружены две идущие параллельно стены из известнякового камня толщиной 3,7 м на расстоянии 12 м друг от друга. Между стенами располагалась старая бревенчатая мостовая.
В 1990 году при проведении строительных работ на набережной Москвы-реки были вскрыты основание Всехсвятских ворот и часть прилегающей стены. При этом в остатках проёма ворот были обнаружены металлические детали крепления створов.

## Архитектура
Всехсвятские ворота были прямоугольными в сечении. Имели два прямых проезда. На некоторых планах Москвы XVI—XVII веков ворота изображены увенчанными двумя шатрами. Рисунок из альбома Мейерберга (1661—1662 годы) даёт следующую дополнительную информацию о конструкции ворот: они были увенчаны зубцами, имели бойницы среднего боя, посередине над проездами был размещён киот с иконой.